# Tomasz Kownacki
Tomasz Kownacki – polski politolog, dr hab. nauk społecznych, profesor nadzwyczajny w Akademii Ekonomiczno-Humanistycznej w Warszawie oraz Dziekan Wydziału Nauk Społecznych na tejże uczelni, a także adiunkt Instytucji Unii Europejskiej Wydziału Nauk Politycznych i Studiów Międzynarodowych Uniwersytetu Warszawskiego.

## Życiorys
22 stycznia 2003 obronił pracę doktorską Frakcje polityczne w Parlamencie Europejskim, 9 lipca 2014 habilitował się na podstawie pracy zatytułowanej Legitymizowanie systemu politycznego Unii Europejskiej.  Objął funkcję adiunkta w Katedrze Prawa i Instytucji Unii Europejskiej na Wydziale Nauk Politycznych i Studiów Międzynarodowych Uniwersytetu Warszawskiego, oraz w Akademii Ekonomicznej i Humanistycznej w Warszawie.
Piastował stanowisko sekretarza generalnego Polskiego Towarzystwa Nauk Politycznych.